# Hirasea planulata
Hirasea planulata é uma espécie de gastrópode da família Endodontidae.
Foi endémica do Japão.